# Anton Šendrik
Anton Serhijovyč Šendrik (in ucraino Антон Сергійович Шендрік?; Sinferopoli, 26 maggio 1986) è un calciatore ucraino, difensore del TSK Simferopol'.

## Caratteristiche tecniche
È un difensore centrale.

## Carriera
Cresciuto nel settore giovanile del Tavrija, ha trascorso la maggior parte della carriera con l'Oleksandrija con cui ha disputato oltre 140 incontri inclusi due match di UEFA Europa League.

## Palmarès
- Campionato ucraino di seconda divisione: 1

Oleksandrija: 2014-2015